# ثتفورد
latitudeثتفوردlongitudeثتفورد
تتفورد (به انگلیسی: Thetford) شهرکی در ناحیه شرق انگلستان است.
این شهرک که در شهرستان نورفک قرار دارد در سال ۲۰۱۱ میلادی ۲۱٬۵۸۸ نفر جمعیت داشته است و مساحت آن ۲۹٫۵۵ کیلومتر مربع می‌باشد.

## شهرهای خواهرخوانده
شهرهای خواهرخوانده تتفورد به شرح زیر است:
- هورت, آلمان
- اسکاوینا, لهستان
- اسپیکنیسه, هلند
- لزولی, فرانسه